# Сирхинд (канал)
Сирхинд (англ. Sirhind Canal) — крупный ирригационный канал в штате Пенджаб на севере Индии. Проходит по территории округов Рупар и Лудхияна. Ирригационная система канала Сирхинд была введена в эксплуатацию в 1882 году, и является одним из крупнейших и старейших сооружений подобного рода в бассейне реки Инд.
Голова канала находится на левом берегу среднего течения Сатледжа возле города Рупар. Огибая Рупар с востока, Сирхинд поворачивает на запад, затем, севернее города Самрала, меняет направление на юго-запад и возле города Дорахаманди разделяется на три ветви: Кингвах (на запад), Абохар (на юго-запад) и Патиала (на юг); которые, в свою очередь, формируют разветвленную ирригационную сеть, охватывающую большую часть южного Пенджаба.